# Anna Lohe
Anna Lohe, född Anna Blume 1654, död 23 januari 1731, var en svensk penningutlånare, redare och bruksägare. 

## Biografi
Anna Lohe var dotter till hovkonditorn Tobias Blume från Spandau (idag en stadsdel i Berlin) och hans andra hustru Anna Techlin från Pommern. 
Den 4 december 1673 gifte sig Anna med Johan Lohe och tog då hans efternamn.  Tillsammans under sitt 31 år långa äktenskap fick paret 18 barn inom 21 års tid, varav tretton av dessa nådde vuxen ålder.
1704 gick Johan Lohe bort och Anna Lohe tog då över en stora affärsrörelse, bestående av låneverksamhet, socker- och järnbruk, handelshus och skeppsfart, vilken hon drev vidare under 27 års tid efter makens död.  Fram till sin bortgång förvaltade hon familjens enorma förmögenhet. Trots att Anna Lohe var en framstående affärskvinna finns det ytterst lite information om henne.  Familjen lånade ut pengar mot hög ränta, till och med till kungen, och det sades att de var ”giriga, misstänksamma och icke alltför nogräknade”.
Anna Lohe ska ha levt omväxlande i Hälleforsnäs och i Stockholm, där hon 1722 köpte fastigheten på Lilla Nygatan 5 där den berömda Loheskatten sedan hittades.  Hon bodde i huset på Lilla Nygatan 5 i Gamla stan tillsammans med ett par av sin ogifta barn; Adolf (1683-1759) och Johanna (1690-1759).  Hon liksom barnen tillhörde därmed Tyska S:ta Gertruds församling i Stockholm. Det var under golvet i detta hus man under en reparation 1937 hittade den berömda och storslagna Loheskatten.
Efter Annas bortgång 1731 ska två av hennes barn bott kvar i huset och det var även troligtvis sonen Conrad von Lohe som begravde den nästan 300 kilo tunga silverskatten omkring år 1741.

## Fiktion
Johan Lohe liksom Anna Lohe figurerar båda som framträdande gestalter i Olov Svedelids romanserie om Catarina i sju delar från 1986-2004, med början En Dufva i Stockholm 1986.